# Piekło (Kawle Górne)
Piekło (historycznie Glinowy Rów, kaszb.Kłosowò-Piékło) – część kolonii Kawle Górne w Polsce, położona w województwie pomorskim, w powiecie kartuskim, w gminie Przodkowo, na obszarze Pojezierza Kaszubskiego, nad rzeką Trzy Rzeki. Wchodzi w skład sołectwa Przodkowo, część do Kłosowa.
Osada została pierwszy raz oznaczona na mapie Engelhardta z początku XIX w. jako Glinowerow, co trzeba czytać jako Glinowy Rów. Ks. Bernard Sychta, w swoim wielotomowym Słowniku gwar kaszubskich na tle kultury ludowej, pisze o nazwie Piekło: "nazwa licznych wądołów zarówno na obszarze kaszubskim jak i kociewskim". Nazwa ta odnosiła się więc do niedostępnych dołów, wąwozów, gdzie niejako tylko diabły mogą bytować. Zarówno więc nazwa Piekło jak i Glinowy Rów wskazują na pierwotne ukształtowanie terenu. Z czasem zarzucono nazwę dwuwyrazową na rzecz jednowyrazowej Piekło, która dziś jest obowiązującą.
W latach 1975–1998 Piekło administracyjnie należało do województwa gdańskiego.